# 아차이올리가

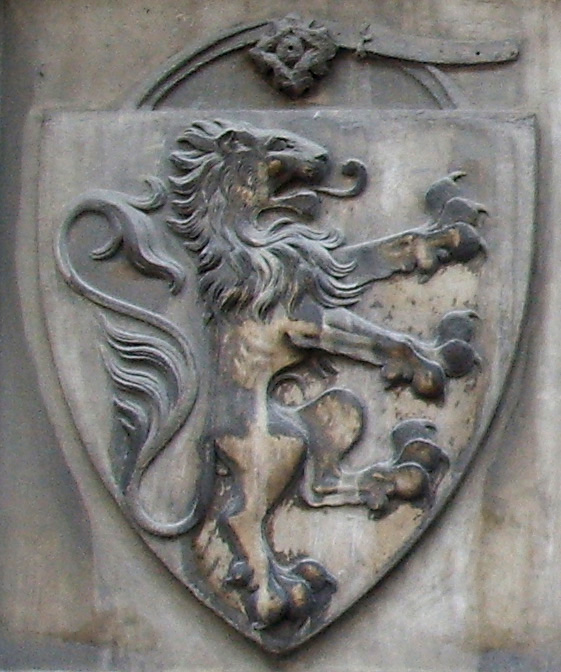
산타 마리아 노벨라의 아차이올리 문장.

아차이올리 가(Acciaioli) 또는 아차이우올리(Acciaiuoli), 아촐리(Accioly), 아차유올리(Acciajuoli)는 피렌체의 중요 가문이다.
가문의 명칭은 또한 아차이올리(Acciaioli), 아차이놀리(Acciainoli), 또는 아촐리(Accioly, Accioli)라고도 표기되며, 방계 후손이 있는 브라질과 포르투갈에서는 아키올리(Acyoly) 또는 아카드롤리(Accadrolli)라고도 쓰인다. 가문의 역사는 12세기 굴리아렐로 아차이올리(Gugliarello Acciaioli)로 거슬러 올라가며, 가문의 전설에서 전해지길, 굴리아렐로(이름은 이탈리아어로 바늘을 뜻하는 굴리아[guglia]에서 유래된 것으로 추정)는 구엘프 세력인데다가 신성 로마 제국 황제 프리드리히 1세의 이탈리아 북부 침략을 피해 1160년에 브레시아에서 피렌체로 거처를 옮겼다고 한다. 아차이올리 가문은 13세기에 그리스에서 서유럽에 이르는 분점들이 존재했던 아차이올리 은행(Compagna di Ser Leone degli Acciaioli e de' suoi consorti)을 세웠다. 아뇰로 아차이올리(Angiolo Acciaioli) 주교가 고티에 6세 드 브리엔의 폐위 후 14세기 중반 잠시 피렌체를 다스렸었다. 이후 가문은 알비치 가와 연대를 맺었고 나중에는 15세기에는 메디치 가와 손을 잡았다. 1390년부터 1460년까지 그들은 아테네 공국을 다스렸고 나중에 토스카나 대공들의 조상격인 피에르프란체스코 데 메디치 일 베키오에게 라우도미아 아차이올리(Laudomia Acciaioli)를 시집보내며 베키오계 메디치 가와 가까운 사이를 유지했다.
시모네 디 차노비 아치아올리(Simone di Zanobi Acciaioli)가 가문의 상업적 이익을 대표하여 1512년 이전에 마데이라 제도 이주하였다. 포르투갈과 브라질의 아시올리(Accioly, Accioli), 아카드롤리(Accadrolli) 가는 그에게서 유래하였다.

## 가문 구성원
- 안젤로 아차이올리 1세 (1298년–1357년) - 주교
- 안젤로 아차이올리 2세 (1349년–1408년) - 추기경
- 안젤로 아차이올리 디 카사노 (1467년 사망) - 외교관
- 안토니오 1세 아차이올리 (1435년 사망) - 아테네 공작
- 안토니오 2세 아차이올리 (1445년 사망) - 아테네 공작
- 도나토 아차이올리 (1428년–1478년) - 학자
- 프란체스코 1세 아차이올리 (1451년–1453년 절정기) - 아테네 공작
- 프란체스코 2세 아차이올리 (1460년 사망) - 마지막 아테네 공작
- 조반니 아차이올리 (1422년 절정기) - 테베 대주교
- 네리오 1세 아차이올리 (1394년 사망) - 초대 아차이올리 가 출신 아테네 공작
- 네리오 2세 아차이올리 (1451년 사망) - 2대 아차이올리 가 출신 아테네 공작
- 니콜로 아차이올리 (1310년–1365년) - 군인이자 정치가
- 차노비 아차이올리 (1461년-1519년) - 도미니코회 수도승이자 학자

## 같이 보기
- 바르디가
- 메디치가